# Dorcas Ajoke Adesokan
Dorcas Ajoke Adesokan (sinh ngày 5 tháng 7 năm 1998) là vận động viên cầu lông người Nigeria.

## Sự nghiệp
Vào năm 2014, cô đã giành được huy chương đồng tại Giải vô địch cầu lông châu Phi ở nội dung đơn nữ và đôi nam nữ, và huy chương bạc trong sự kiện đồng đội. Vào tháng 6, cô đã giành chiến thắng tại giải đấu quốc tế Lagos trong các sự kiện đôi nữ.

## Thành tích

### Giải vô địch châu Phi
Đơn nữ
| Năm  | Địa điểm                                             | Phản đối                      | Ghi bàn                           | Kết quả               |
| ---- | ---------------------------------------------------- | ----------------------------- | --------------------------------- | --------------------- |
| 2019 | Trung tâm Alfred Diete-Spiff, Port Harcourt, Nigeria | liên_kết=\|viền Kate Foo Kune | 21 trận12, 21 trận13              | liên_kết=\| Vàng Vàng |
| 2018 | Salle OMS Harcha Hacéne, Algiers, Algeria            | liên_kết=\|viền Kate Foo Kune | 16 trận 21, 19 trận 21            | liên_kết=\| Bạc Bạc   |
| 2017 | John Baritable Hall, Benoni, Nam Phi                 | liên_kết=\|viền Hadia Hosny   | 21 trận13, 19 trận 21, 13 trận 21 | liên_kết=\| Đồng Đồng |
| 2014 | Sân vận động lobatse, Gaborone, Botswana             | liên_kết=\|viền Grace Gabriel | bốn con21, 15 con21               | liên_kết=\| Đồng Đồng |

Đôi nữ
| Năm  | Địa điểm                                                   | Cộng sự                                 | Phản đối                                                                | Ghi bàn                          | Kết quả               |
| ---- | ---------------------------------------------------------- | --------------------------------------- | ----------------------------------------------------------------------- | -------------------------------- | --------------------- |
| 2019 | Trung tâm Alfred Diete-Spiff, </br> Cảng Harcourt, Nigeria | liên_kết=\|viền Uchechukwu Deborah Ukeh | liên_kết=\|viền Amin Yop Christopher </br>liên_kết=\|viền Chineye Ibere | 21 trận14, 20 trận22, 21 trận17  | liên_kết=\| Vàng Vàng |
| 2017 | John Baritable Hall, </br> Benoni, Nam Phi                 | liên_kết=\|viền Mẹ Zainab               | liên_kết=\|viền Doha Hany </br>liên_kết=\|viền Hadia Hosny              | 4 trận 21, 26 trận24, 18 trận 21 | liên_kết=\| Đồng Đồng |

Đôi nam nữ
| Năm  | Địa điểm                                 | Cộng sự                     | Đối thủ                                               | Ghi bàn              | Kết quả               |
| ---- | ---------------------------------------- | --------------------------- | ----------------------------------------------------- | -------------------- | --------------------- |
| 2014 | Sân vận động lobatse, Gaborone, Botswana | liên_kết=\|viền Ola Fagbemi | liên_kết=\|viền Willem Viljoen Michelle Butler Emmett | 17 trận21, 16 trận21 | liên_kết=\| Đồng Đồng |

### Đại hội thể thao trẻ châu Phi
Đơn nữ
| Năm  | Địa điểm                                  | Đối thủ                             | Ghi bàn              | Kết quả               |
| ---- | ----------------------------------------- | ----------------------------------- | -------------------- | --------------------- |
| 2014 | Đại học cảnh sát Otse, Gaborone, Botswana | liên_kết=\|viền Janke van der Vyver | 21 trận12, 21 trận15 | liên_kết=\| Vàng Vàng |

Đôi nữ
| Năm  | Địa điểm                                        | Đồng đội                                | Đối thủ                                                              | Tỉ số                | Kết quả                     |
| ---- | ----------------------------------------------- | --------------------------------------- | -------------------------------------------------------------------- | -------------------- | --------------------------- |
| 2014 | Đại học cảnh sát Otse, </br> Gaborone, Botswana | liên_kết=\|viền Uchechukwu Deborah Ukeh | liên_kết=\|viền Shaama Sandooyeea </br>liên_kết=\|viền Aurélie Allet | 21 trận15, 21 trận15 | liên_kết=\|[en→vi]Gold Vàng |

### Thử thách / sê-ri quốc tế của BWF
Đơn nữ
| Năm  | Giải đấu                    | Đối thủ                                 | Tỉ số                | Kết quả                     |
| ---- | --------------------------- | --------------------------------------- | -------------------- | --------------------------- |
| 2018 | Quốc tế Nam Phi             | liên_kết=\|viền Domou Amro              | 22 trận20, 21 trận12 | liên_kết= Người chiến thắng |
| 2018 | Quốc tế Zambia              | liên_kết=\|viền Ogar Siamupangila       | 21 trận18, 21 trận15 | liên_kết= Người chiến thắng |
| 2018 | Côte d'Ivoire International | liên_kết=\|viền Chineye Ibere           | 21 trận10, 21 trận12 | liên_kết= Người chiến thắng |
| 2017 | Bénin quốc tế               | liên_kết=\|viền Uchechukwu Deborah Ukeh | 21 trận7, 21 trận18  | liên_kết= Người chiến thắng |

Đôi nam nữ
| Năm  | Giải đấu          | Đồng đội                                    | Đối thủ                                                                    | Ghi bàn                          | Kết quả                     |
| ---- | ----------------- | ------------------------------------------- | -------------------------------------------------------------------------- | -------------------------------- | --------------------------- |
| 2017 | Bénin quốc tế     | liên_kết=\|viền Tosin Damilola Atolagbe     | liên_kết=\|viền Hòa bình Orji </br>liên_kết=\|viền Uchechukwu Deborah Ukeh | 21 trận18, 16 trận 21, 21 trận12 | liên_kết= Người chiến thắng |
| 2014 | Quốc tế Lagos     | liên_kết=\|viền Maria Braimoh               | liên_kết=\|viền Tosin Damilola Atolagbe </br>liên_kết=\|viền Fatima Azeez  | 21 trận19, 22 trận20             | liên_kết= Người chiến thắng |
| 2014 | Quốc tế Uganda    | liên_kết=\|viền Augustina Ebhomien Chủ nhật | liên_kết=\|viền Tosin Damilola Atolagbe </br>liên_kết=\|viền Fatima Azeez  | 21 trận14, 9 trận21, 12 trận 21  | liên_kết= Á hậu             |
| 2013 | Quốc tế Mauritius | liên_kết=\|viền Grace Gabriel               | liên_kết=\|viền Elme De Villiers </br>liên_kết=\|viền Sandra Le Grange     | 15 trận 21, 16 trận 21           | liên_kết= Á hậu             |
| 2013 | Quốc tế Kenya     | liên_kết=\|viền Grace Gabriel               | liên_kết=\|viền Shamim Bangi </br>liên_kết=\|viền Margaret Nankabirwa      | 21 trận18, 21 trận9              | liên_kết= Người chiến thắng |

Đôi
| Năm  | Giải đấu                    | Đồng đội                                 | Đối thủ                                                                   | Tỉ số                                             | Kết quả                     |
| ---- | --------------------------- | ---------------------------------------- | ------------------------------------------------------------------------- | ------------------------------------------------- | --------------------------- |
| 2018 | Quốc tế Zambia              | liên_kết=\|viền Anuoluwapo Juwon Opeyori | liên_kết=\|viền Bahaedeen Ahmad Alshannik </br>liên_kết=\|viền Domou Amro | 21 trận19, 23 trận 21                             | liên_kết= Người chiến thắng |
| 2018 | Côte d'Ivoire International | liên_kết=\|viền Clement Krobakpo         | liên_kết=\|viền Kalay Mulenga </br>liên_kết=\|viền Ogar Siamupangila      | 21 trận9, 21 trận15                               | liên_kết= Người chiến thắng |
| 2014 | Quốc tế Nigeria             | liên_kết=\|viền Ola Fagbemi              | liên_kết=\|viền Jinkan Ifraimu Bulus </br>liên_kết=\|viền Susan Ideh      | 11 trận8, 4 trận11, 11 trận7, 10 trận11, 8 trận11 | liên_kết= Á hậu             |
| 2014 | Quốc tế Uganda              | liên_kết=\|viền Ola Fagbemi              | liên_kết=\|viền Enejoh Abah </br>liên_kết=\|viền Tosin Damilola Atolagbe  | 15 trận 21, 21 trận10, 21 trận18                  | liên_kết= Người chiến thắng |
| 2013 | Quốc tế Nigeria             | liên_kết=\|viền Ola Fagbemi              | liên_kết=\|viền Enejoh Abah </br>liên_kết=\|viền Tosin Damilola Atolagbe  | 21 trận12, 21 trận17                              | liên_kết= Người chiến thắng |

     Giải đấu thách thức quốc tế BWF
     Giải đấu quốc tế BWF
     Giải đấu Future Serires của BWF